# Braye-sous-Faye
Braye-sous-Faye ist eine französische Gemeinde mit 281 Einwohnern (Stand: 1. Januar 2022) im Département Indre-et-Loire in der Region Centre-Val de Loire; sie gehört zum Arrondissement Chinon und zum Kanton Sainte-Maure-de-Touraine.

## Geographie
Die Gemeinde Braye-sous-Faye liegt an der Veude im Regionalen Naturpark Loire-Anjou-Touraine und an der Grenze zum Département Vienne, etwa 25 Kilometer südsüdöstlich von Chinon. Nachbargemeinden von Braye-sous-Faye sind Richelieu und  Chaveignes im Norden, Braslou im Nordosten, Razines im Osten, Faye-la-Vineuse im Südosten und Süden, Sérigny im Süden und Südwesten, Nueil-sous-Faye im Westen sowie Pouant im Nordwesten.

## Bevölkerungsentwicklung
| Jahr                       | 1962 | 1968 | 1975 | 1982 | 1990 | 1999 | 2006 | 2013 | 2021 |
| Einwohner                  | 373  | 297  | 294  | 307  | 349  | 368  | 333  | 329  | 282  |
| Quellen: Cassini und INSEE |      |      |      |      |      |      |      |      |      |

## Sehenswürdigkeiten
- Kirche Saint-Jean-Baptiste, Monument historique

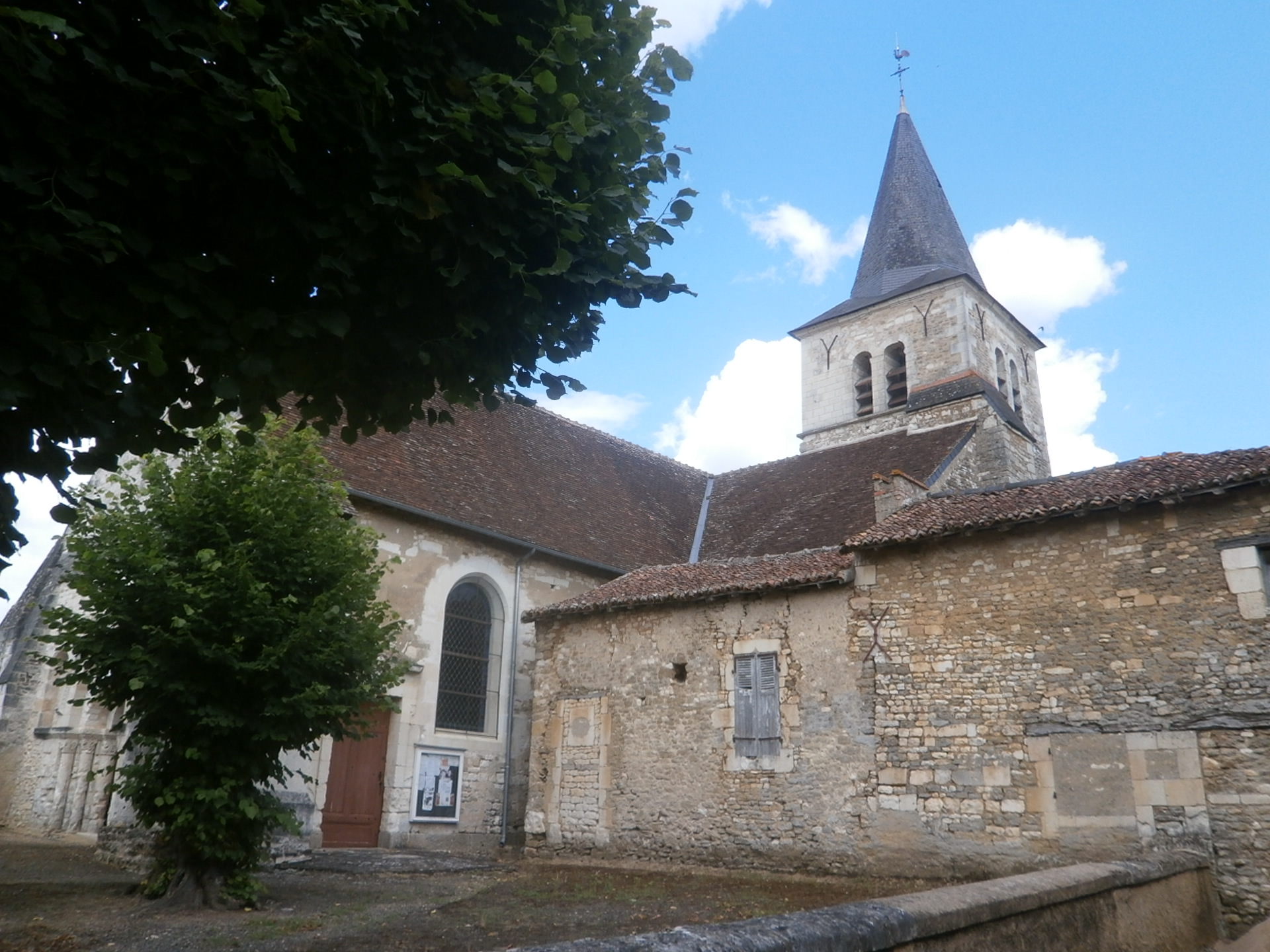
Kirche Saint-Jean-Baptiste